# NGC 501
NGC 501 je galaksija u zviježđu Ribe.

## Vanjske poveznice
- SEDS: NGC 0501